# Литература Лесото
Лишь небольшая часть литературы Королевства Лесото доступна на английском языке. Например, роман «Чака» — самый известный роман Томаса Мокопу Мафоло. Написан на языке сесото. Рассказывает о взлёте и падении императора-короля зулусов. Был назван одним из 12-ти лучших литературных произведений Африки XX века по предложению профессора Али Аль-Амин Мазруи.
Известные авторы в Лесото:
- Мороеси Акхионбар
- Томас Мокопу Мофоло
- Масечеле Каролин Нтселисенг Кхакетла[1][2][3]
- Мзамане Нхлапо
- Мфо Мацепо Нтунья